# Presentació al temple (Vouet)
Presentació al temple és un quadre de Simon Vouet pintat el 1640. S'hi representa l'escena evangèlica de la presentació de Jesús al Temple, una de les més representades a la història de l'art. La Mare de Déu presenta el seu fill a Simeó. Al costat, Josep porta una petita gàbia amb el sacrifici de dues tórtores. L'obra fou encarregada originalment pel cardenal-duc de Richelieu. Actualment, la pintura principal és al Museu de Belles Arts de Lió, mentre que el panell superior L'apoteosi de Sant Lluís es troba al Museu de Belles Arts de Rouen.